# Molinelloïta
La molinelloïta és un mineral de la classe dels òxids. Rep el nom de la seva localitat tipus, la mina Molinello, a Itàlia.

## Característiques
La molinelloïta és un vanadat de fórmula química Cu(H₂O)(OH)V4+O(V5+O₄). Va ser aprovada com a espècie vàlida per l'Associació Mineralògica Internacional l'any 2016. Cristal·litza en el sistema triclínic. És el primer mineral vanadat que conté tant el grup de coure com el de vanadi.
L'exemplar que va servir per a determinar l'espècie, el que es coneix com a material tipus, es troba conservat a les col·leccions mineralògiques del Museu d'Història Natural de Viena (Àustria), amb el número de catàleg: 9735.

## Formació i jaciments
Va ser descoberta a la mina Molinello, situada a la localitat de Ne, a la metròpoli de Gènova (Ligúria, Itàlia). Es tracta de l'únic indret de tot el planeta on ha estat descrita aquesta espècie mineral.